# Deposició física de vapor

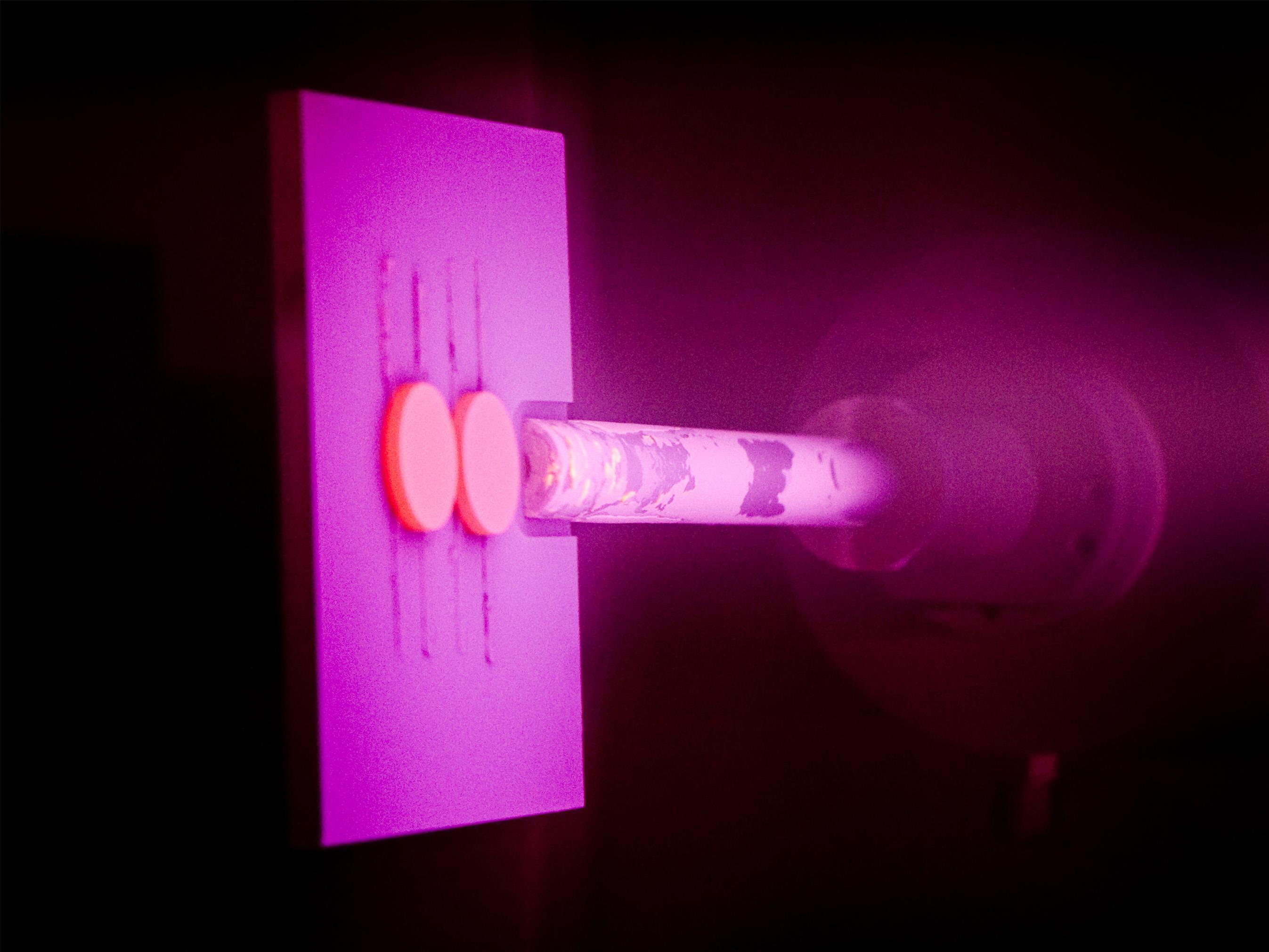
Dins de la cambra de deposició física de vapor amb polvorització de plasma (PS-PVD), la pols ceràmica s'introdueix a la flama del plasma, que la vaporitza i després la condensa a la peça de treball (més freda) per formar el recobriment ceràmic.

Diagrama de flux del procés PVD

La deposició física de vapor (amb acrònim anglès PVD), de vegades anomenada transport físic de vapor (amb acrònim anglès PVT), descriu una varietat de mètodes de deposició al buit que es poden utilitzar per produir pel·lícules primes i recobriments sobre substrats com metalls, ceràmica, vidre i polímers. La PVD es caracteritza per un procés en què el material passa d'una fase condensada a una fase de vapor i després torna a una fase condensada de pel·lícula fina. Els processos de PVD més comuns són la polsadora i l'evaporació. El PVD s'utilitza en la fabricació d'articles que requereixen pel·lícules primes per a funcions òptiques, mecàniques, elèctriques, acústiques o químiques. Alguns exemples inclouen dispositius semiconductors com les cèl·lules solars de pel·lícula prima, dispositius microelectromecànics com el ressonador acústic de pel·lícula fina, pel·lícula de PET aluminitzada per a envasos d'aliments i globus, i eines de tall recobertes de nitrur de titani per a treballs metàl·lics. A més de les eines PVD per a la fabricació, s'han desenvolupat eines especials més petites que s'utilitzen principalment amb finalitats científiques.
El material d'origen també es diposita inevitablement a la majoria de les altres superfícies interiors a la cambra de buit, inclosa la fixació utilitzada per subjectar les peces.
Exemples:

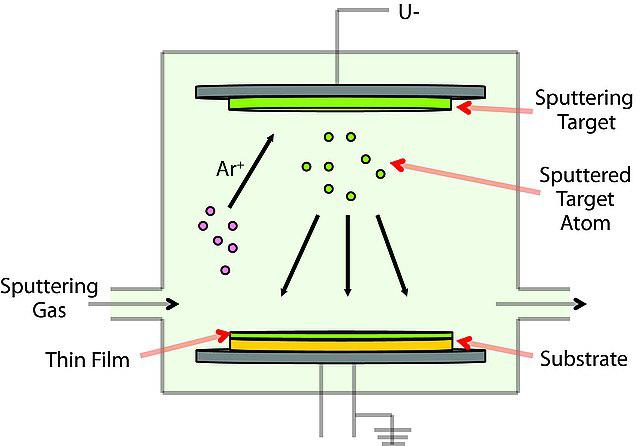
Aquesta figura proporciona una il·lustració senzilla del procés de PVD on les molècules de gas dipositades desitjades entren a la cambra després de ser condensades, i després es tornen a condensar en una pel·lícula fina, com el vidre anisotròpic.

- Deposició d'arc catòdic: un arc elèctric d'alta potència descarregat al material objectiu (font) en expulsa una part en vapor altament ionitzat per dipositar-se a la peça de treball.
- Deposició física de vapor per feix d'electrons: el material a dipositar s'escalfa a una pressió de vapor elevada per bombardeig d'electrons en "alt" buit i es transporta per difusió per dipositar-se per condensació a la peça (més freda).
- Deposició evaporativa: el material a dipositar s'escalfa a una pressió de vapor elevada mitjançant un escalfament per resistència elèctrica en "alt" buit.[4][5]
- La sublimació d'espai proper, el material i el substrat es col·loquen a prop l'un de l'altre i s'escalfen radiativament.
- Deposició làser polsada: un làser d'alta potència elimina el material de l'objectiu en un vapor.
- Epitaxia làser tèrmic: un làser d'ona contínua evapora fonts elementals individuals i independents que després es condensen sobre un substrat.
- Deposició per pulverització: una descàrrega de plasma brillant (generalment localitzada al voltant de l'"objectiu" per un imant) bombardeja el material expulsant una mica com a vapor per a la posterior deposició.
- Deposició d'electrons polsats: un feix d'electrons polsats d'alta energia elimina el material de l'objectiu generant un flux de plasma en condicions de no equilibri.
- Mètode sandvitx de sublimació: utilitzat per fer créixer cristalls artificials (carbur de silici, SiC).